# Legia (motorfiets)

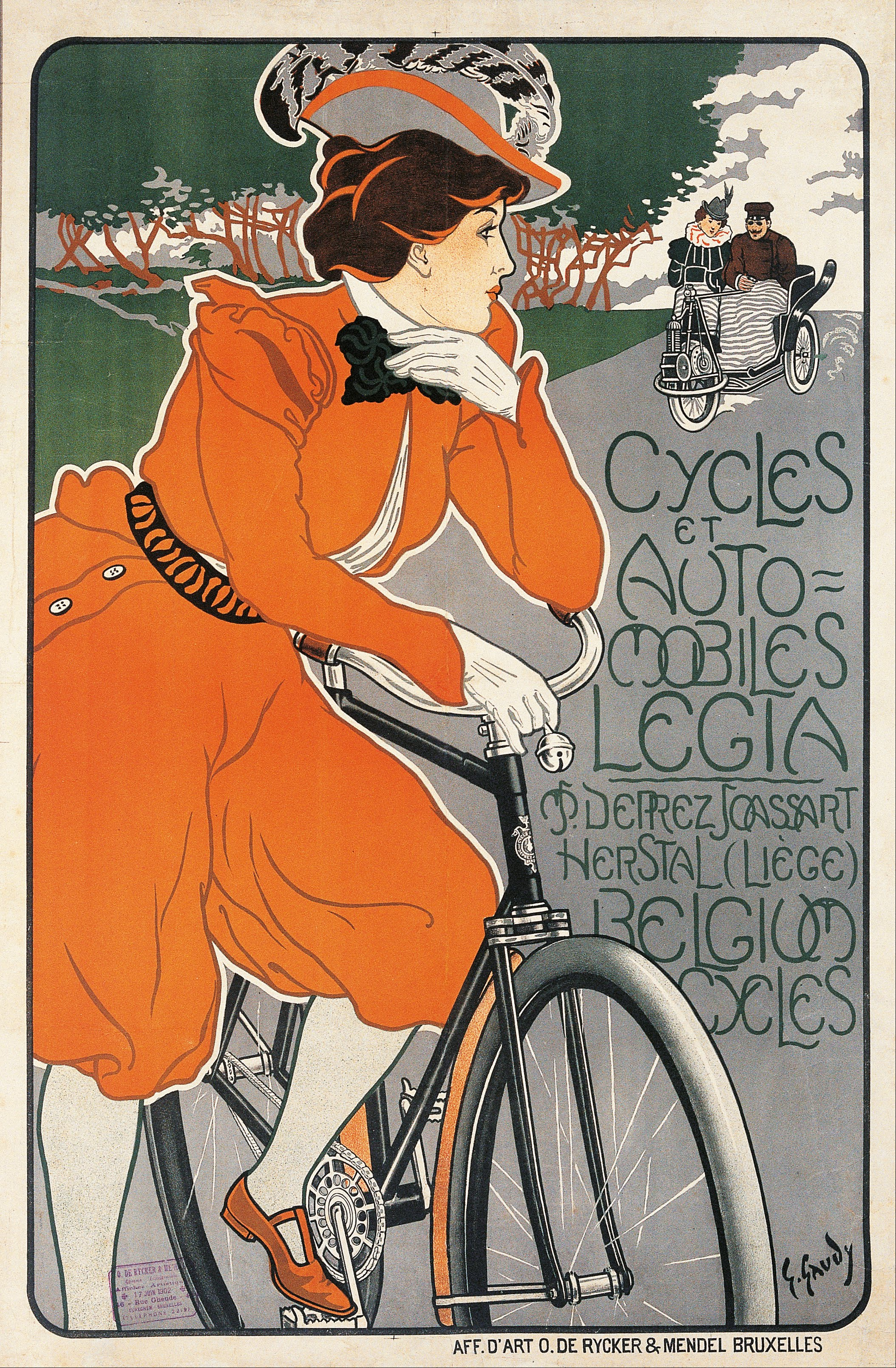
Affiche van Legia uit 1898.

Legia is een Belgisch historisch merk van motorfietsen.
Het merk "Legia" werd gebouwd in de fabriek van Deprez-Jossart in Herstal.
In 1900 werden eerst een tricycles met De Dion-Bouton- of Aster-motoren geproduceerd. Later volgden ook motorfietsen met een clip-on motor in de "Minerva-stijl", dat wil zeggen met de motor onder de voorste frame-buis. Men paste echter ook motoren van Kelecom-Antoine toe.
De productie eindigde echter al in 1902.